# Đại học Giao thông Đường bộ Moskva

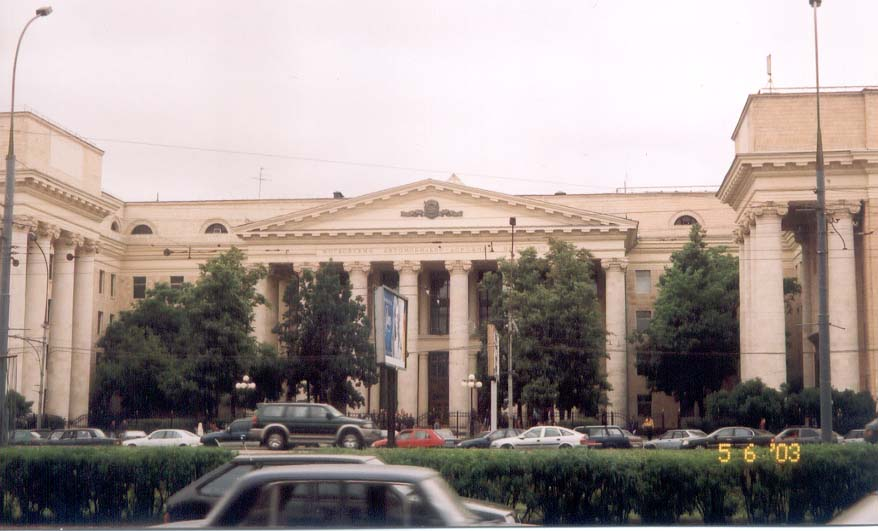
Trường Cầu Đường Mátxcơva, nhà 64 trên đại lộ Lenhingradski, thành phố Mátxcơva nằm trên đường phố ra sân bay quốc tế Seremechevo

MADI là tên viết tắt kiểu chuyển tự của cụm từ МАДИ trong tiếng Nga của trường Đại học giao thông Giao thông Đường bộ Mátxcơva. Năm 2010 được đổi tên thành Московский Автомобильно-Дорожный Государственный технический университет (МАДИ), hay Trường Tổng hợp Kỹ thuật Quốc gia về Cầu đường Mátxcơva. Trước đây trường có tên tiếng Nga Московский Автомобильно-Дорожный институт (Государственный технический университет), cả xưa và nay trường đều lấy tên viết tắt là МАДИ. MADI là một trong những trường đại học lớn nhất, có uy tín đào tạo về chuyên ngành ô tô, cầu, đường, sân bay, máy và thiết bị làm đường của Nga.

## Lịch sử
- Trường được thành lập theo sắc lệnh số 748 ngày 13 tháng 12 năm 1930 của Hội đồng Dân ủy Trung ương Liên Xô trên cơ sở khoa đường bộ của Đại học kỹ sư giao thông Moskva và trường cao đẳng đường bộ (TSUDORTRANS).
- Năm 1992 trường đổi tên thành Московский государственный автомобильно-дорожный ИНСТИТУТ (технический университет)-được công nhận là Đại học đường bộ quốc gia Mátxcơva thuộc khối đại học tổng hợp kỹ thuật.
- Năm 2001 trường đổi tên thành Московский автомобильно-дорожный ИНСТИТУТ (государственный технический университет)- được công nhận là Đại học đường bộ Mátxcơva thuộc khối đại học tổng hợp kỹ thuật quốc gia.
- Năm 2009 trường chính thức đổi tên thành Московский автомобильно-дорожный государственный технический университет (мади)- được công nhận là đại học tổng hợp kỹ thuật quốc gia về đường bộ mang tên MADI.

## Tiềm lực đào tạo
- MADI hiện đang đào tạo hơn 18.000 sinh viên, thạc sĩ, nghiên cứu sinh...trong tất cả các hệ chính quy, tại chức, bán chính quy...
- Hiện tại(số liệu 2011) theo học ở MADI có khoảng 700 sinh viên, nghiên cứu sinh...người nước ngoài đến từ 72 quốc gia trên thế giới. Trong đó học dự bị đại học ở MADI có khoảng 250 sinh viên, và có khoảng hơn 100 thac sỹ, nghiên cứu sinh và tiến sĩ khoa học người nước ngoài.
- MADI có hơn 2.000 cán bộ trong đó có trên 150 cán bộ nghiên cứu và 1.000 cán bộ giảng dạy, trong số đó có 600 phó tiến sĩ, hơn 120 tiến sĩ khoa học và viện sĩ viện hàn lâm.

## Thông tin chung
- Trường đào tạo về chuyên ngành ô tô, cầu, đường, sân bay, máy và thiết bị làm đường, an toàn giao thông...
- Có 9 khoa, với 22 chuyên ngành với 18.000 sinh viên. Đào tạo sinh viên cho 72 quốc gia, trong đó sinh viên Việt Nam có khoảng 150 người(số liệu năm 2011).

## Chi nhánh
Hiện tại có hai cơ sở tại hai thành phố là Makhachkala và Cheboksary.

## Hợp tác đào tạo cho Việt Nam
- Từ những năm đầu tiên Việt Nam gửi học sinh đi du học tại Liên Xô, thì đã gửi học sinh học tại đây. Trong gần 45 năm qua, MADI đã đào tạo cho Việt Nam hơn 1.000 cán bộ có trình độ từ đại học trở lên, trong đó có 36 phó tiến sĩ và 6 tiến sĩ. MADI đã vinh dự được nhận Huân chương Hữu nghị do Nhà nước Việt Nam trao tặng năm 1988.
- Nhiều sinh viên của Việt Nam học tập với kết quả học tập xuất sắc, đạt bằng đỏ. Với kết quả này người tốt nghiệp được khắc tên trên bia đá trong tiền sảnh trước hội trường lớn của trường trên tầng 3 của tòa nhà trung tâm, cùng với người Nga và các học sinh ngoại quốc khác. Cho đến thời điểm này các cựu sinh viên Việt Nam được vinh dự này là: Dương Tất Sinh Hà Huy Cương, , Nguyễn Nam Hà, Ngô Gia Bảo, Nguyễn Việt Nga, Nguyễn Đức Ngưỡng,...
- Các học sinh tốt nghiệp MADI sau về làm việc tại các viện nghiên cứu, Đại học Giao thông Hà Nội, Đại học Xây dựng, Học viện Kỹ thuật Quân sự Trường Sĩ Quan chỉ huy kỹ thuật Công Binh và các tổng công ty xây dựng của Việt Nam. Phải kể đến các chuyên gia đầu ngành cầu đường và ô tô như GS Đặng Hữu (Đường ô tô), GS Lê Văn Thưởng (Cầu - Hầm), GS Hà Huy Cương (Xây dựng Sân bay), GS Nguyễn Trâm (cầu), GS Lê Bá Lương (Cơ học đất), GS Nguyễn Xuân Trục (Đường bộ) và GS Nguyễn Hữu Cẩn (thiết kế ô tô), GS Nguyễn Văn Thơ (Cơ học đất), PGS Nguyễn Văn Liên (Xây dựng sân bay)...

## Hoạt động của sinh viên Việt Nam tại MADI
- Lưu học sinh Việt Nam học tập tại MADI có rất nhiều đóng góp cho hoạt động của Đại sứ quán Việt Nam tại Liên Bang Nga. MADI được đánh giá là một đơn vị LHS mạnh nhất của Mátxcơva. Nhiều lần được Đại Sứ tại Liên bang Nga tặng Bằng Khen về thành tích hoạt động. Đặc biệt Liên CHi đoàn đại học GTĐB Mátxcơva nhiều lần được TƯ Đoàn TNCS Hồ Chí Minh tặng bằng khen cho tập thể và nhiều cá nhân đóng góp xuất sắc...
- Các hoạt động khác: Đội bóng MADI là một trong những đội bóng mạnh nhất của giải bóng đá LHS Mátxcơva. Trong tất cả các lần tổ chức của giải náy MADI luôn ở tốp 4 đội mạnh nhất và luôn là ứng cử viên nặng ký cho chức vô địch. Các thành tích đạt được: 3 Vô địch: 2004, 2015, 2017; 4 giải nhì: 2005, 2008, 2011, 2016; 7 giải ba 2001, 2002, 2003, 2006, 2007, 2009, 2010; Giải 4: 2000; Tứ kết: 2019; Không qua vòng bảng: 2012, 2018.
- Đội văn nghệ của MADI đã xuất sắc giành giải nhất cuộc thi SV MOSCOW vào ngày 24/03/2012.